# Ludvig Richarde

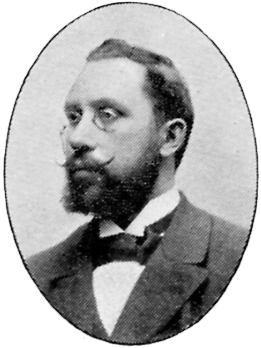
Ludvig Richarde.

Otto Ludvig Richarde, född 3 juni 1862 i Göteborg, död 1929 i Båstad, var en svensk bildkonstnär. Han studerade i Stockholm 1879–1882 och sedan i Köpenhamn 1884–1887 och gjorde studieresor till flera länder i Europa. Han var marinmålare, men målade även kustvyer och landskap från Hallandsåsen.

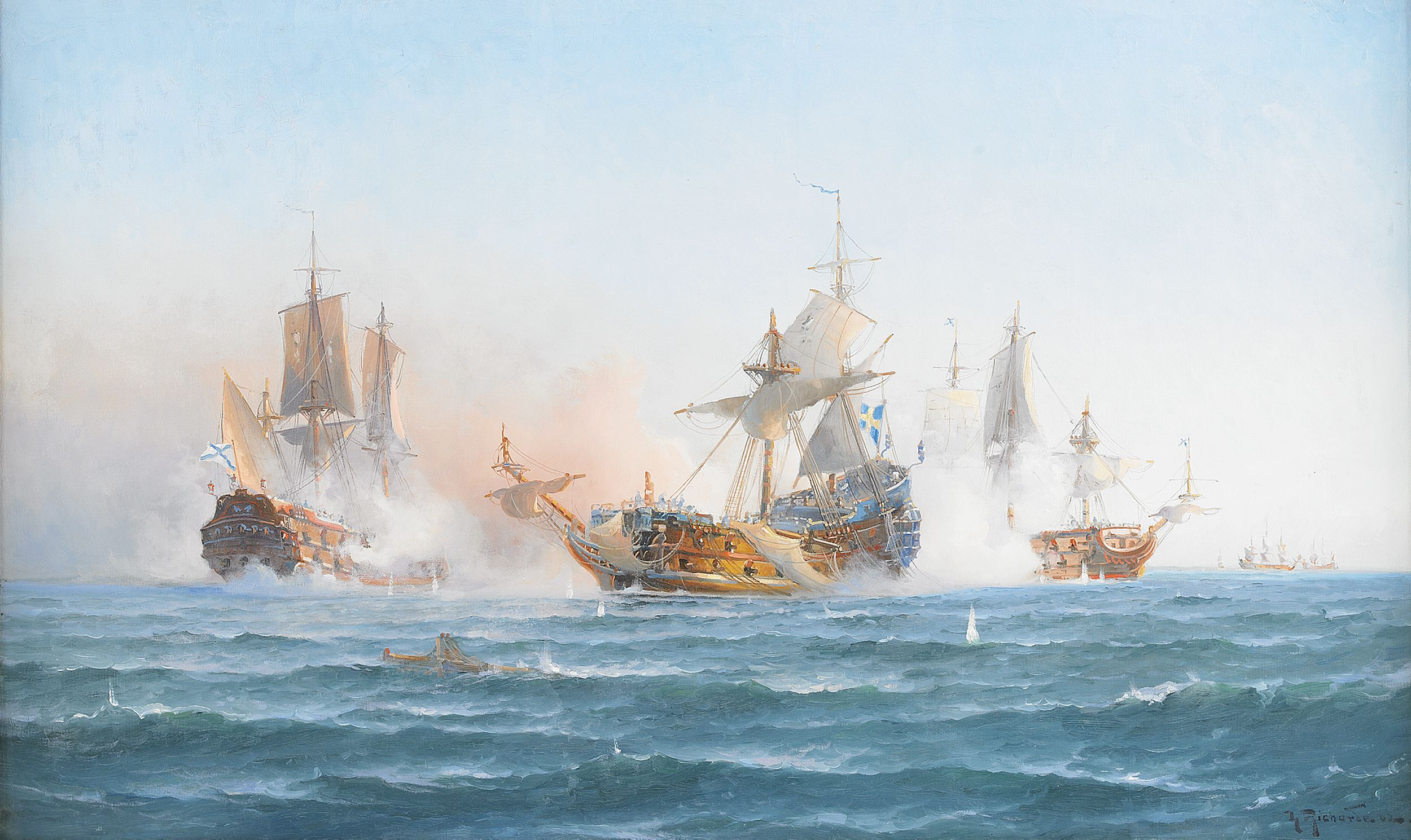
Skeppet Wachtmeisters strid mot en rysk eskader 1719, (målat 1902).